# Mașini 2
Mașini 2 (în engleză: Cars 2) este un film american de animație produs de studiourile de animație Pixar. Filmul este o continuare a filmului din 2006 Mașini. Filmul este regizat de John Lasseter (și Brad Lewis) după un scenariu scris de Ben Queen și produs de Denise Ream. Mașini 2 este primul film regizat de John Lasseter după ce a regizat în 2006 filmul original Mașini.
Filmul a fost distribuit de Walt Disney Pictures și a fost lansat în Statele Unite pe 24 iunie 2011. Filmul a rulat în România din 5 august 2011 în Disney Digital 3D și IMAX 3D, precum și in tradiționalul 2D, atât în versiunea dublată cât și în cea subtitrată, fiind disponibil pe DVD și Blu-Ray din 30 noiembrie 2011. A fost anunțat prima oară în anul 2008, alături de Up, Newt și Brave (înainte cunoscut drept Ursul și arcul) și este cel de-al 12-lea film animat al studioului. A primit revizii mixte și este cel mai prost revizuit film Pixar de până acum. Este și de asemenea și filmul cu cele mai mici încasări în America de Nord. În ciuda acestor lucruri, filmul a fost un succes de box office , fiind pe primul loc în clasamente în prima săptămână de la lansare în S.U.A și Canada, cu $66,135,507.

Afişul în limba engleză al filmului

## Acțiune
Fulger McQueen (Owen Wilson/Florian Ghimpu), câștigător de patru ori al Cupei Piston se întoarce în Radiator Springs și se reîntâlnește cu prietenul lui cel mai bun, Bucșă (Larry The Cable Guy/Valentin Uritescu) și iubita sa, Sally Carrera (Bonnie Hunt/Corina Dănilă). Fostul magnat din petrol, Miles Ambreiaj/Miles Axlerod (Eddie Izzard/Cosmin Seleși) anunță o serie de curse numită "World Grand Pix", ca mijloc de promovare a biocarburantului Allinol.
Deși McQueen inițial refuză să participe, provocarea mașinii italiene de Formula 1 Francesco Bernoulli (John Turturro/Damian Victor Oancea), precum și intervenția lui Bucșă, îl face pe acesta să intre la Grand Prix. La rugămințile lui Sally, McQueen acceptă să-l ia pe Bucșă cu el, doar că mașina de tractare îl face de râs în mod repetat în Japonia cu idioțeniile lui.
Între timp, un grup de mașini numite "lămâi" conduse de profesorul Zündapp (Thomas Kretschmann/Claudiu Bleonț) și o mașină necunoscută dețin cele mai mari rezerve neexploatate de petrol din lume. Ei complotează în secret să își asigure profiturile lor din petrol prin distrugerea mașinilor de curse ce au folosit Allinol, făcănd astfel publicul să se îndoiască de siguranța combustibilului și ar continua să folosească benzină.

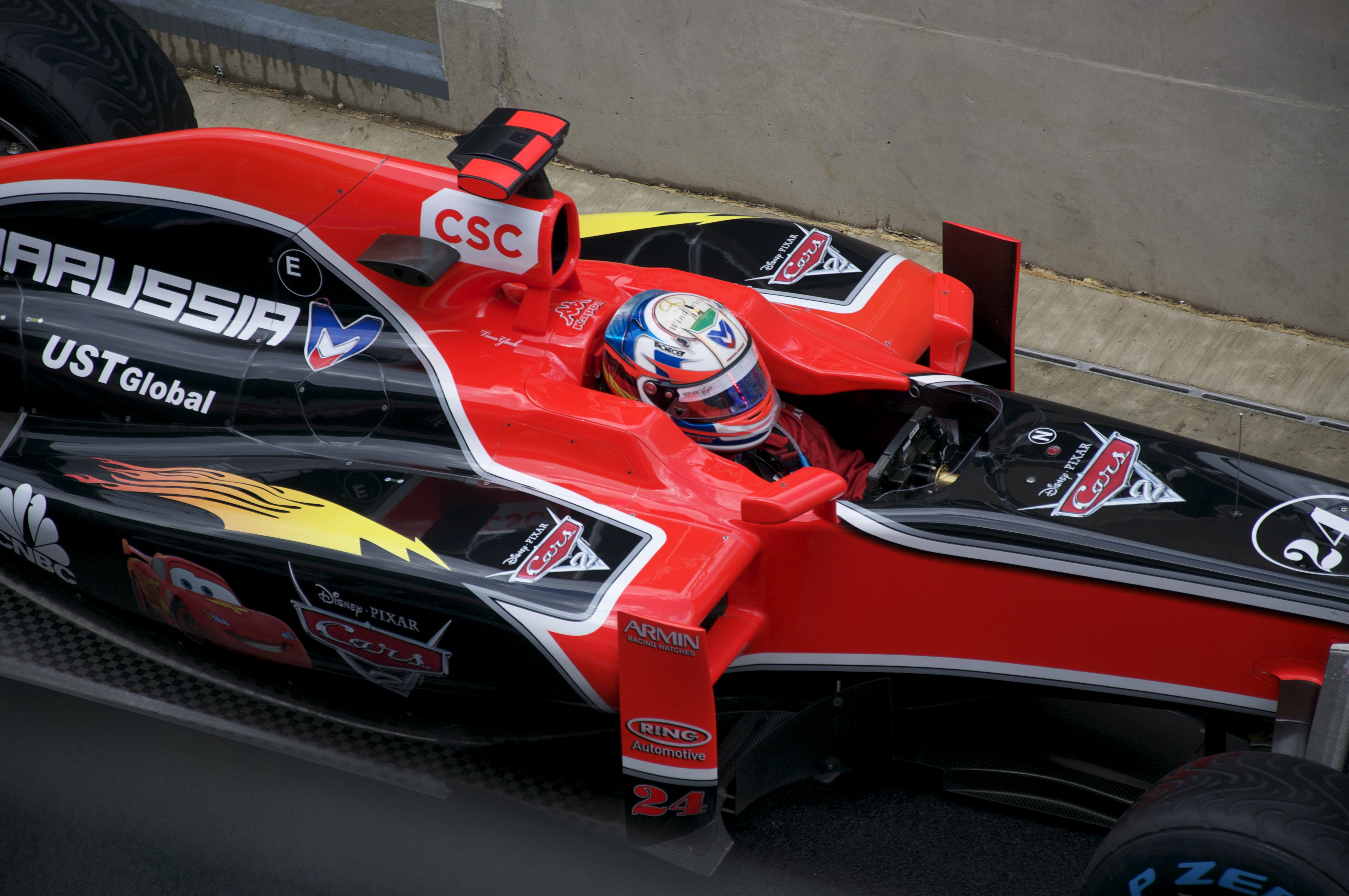
Un Ferrari britanic care promovează filmul Mașini 2.

Spionii britanici, Finn Rachetă/Finn Mcmissile (Michael Caine/George Mihăiță) și Holley Viteză/Holley Shiftwell (Emily Mortimer/Paula Seling) încearcă să le strice planurile. Ei caută să se întâlnească cu mașina spion Rod "Torque" Redline (Bruce Campbell) la World Grand Prix din Japonia pentru a primi informații despre mașina misterioasă. Însă, Redline este atacat de mașinile lui Zündapp, Grem (Joe Mantegnaca) și Acer (Peter Jacobson), și îi pasează informațiile sale lui Bucșă înainte de a fi capturat și ucis. Ca rezultat, Viteză și Rachetă îl confundă pe Bucșă ca fiind mașina spion.
În timpul primei curse din Tokyo, Finn și Holley îl ajută pe Bucșă să evite una dintre mașinile lui Zündapp, între timp Bucșă îi dă lui McQueen un sfat prost ce îl face să piardă cursa. Acesta este sfârșitul răbdării lui McQueen, certându-l pe Bucșă, care decide să se întoarcă în Radiator Springs. Finn Rachetă, care crede în continuare că el este spionul american, îl folosește și pe acesta în încercarea lor de a distruge planurile lui Zündapp.
În Italia, țara în care are loc cea de-a doua cursă, Bucșă deghizându-se se infiltrează în întâlnirea criminalilor și descoperă planul lui Zündapp. Mașinile lui Zündapp distrug alte mașini în acest timp. Combustibulul Allinol fiind suspicios, Ambreiaj suspendă folosirea sa pentru cursa finală din Londra cu toate acestea, McQueen decide să continue utilizarea acestuia. Criminalii decid să-l omoare pe McQueen în următoarea cursă. Auzind acestea, Bucșă își compromite deghizarea, fiind capturat alături de Finn și Holley.
Inconștient, Bucșă are un vis înfiorător unde își vede greșelile făcute de el din altă perspectivă, dându-și seama cât de stupid a fost. Se trezește legat în Big Bentley alături de Finn și Holley. Infractorii utilizează arma pe McQueen în timpul cursei, dar nu se întâmplă nimic. Bucșă reușește să scape ca să-și avertizeze prietenii în privința unei bombe implantate în filtrul de aer al lui McQueen, însă Finn Rachetă îl anunță că bomba se află în el.
Bucșă pleacă pentru a-și salva prietenii. Cu toate acestea, este urmărit de McQueen ce încearcă să se împace cu el. După ce este capturat Zündapp, acesta arată că bomba poate fi dezactivată numai de cel ce a pus-o. Apoi Bucșă se gândește că cel ce a făcut acest plan este chiar Miles Ambreiaj, care este forțat să dezactiveze bomba. În cele din urmă este arestat alături de Zündapp și celelalte mașini.
Ca o recompensă pentru eroismul său, Bucșă este înnobilat de Regina (prezentată ca un Rolls Royce) și se întoarce acasă cu prietenii lui. Fillmore relevă la sfârșit că, înainte de ultima cursă Sergent a înlocuit combustibilul Allinol cu combustibilul ecologic al lui Fillmore, ce l-a împiedicat pe McQueen să pățească ceva. Finn și Holley îl invită pe Bucșă să vină cu ei în altă misiune, însă acesta refuză, susținând că este acolo unde trebuie. Totuși, acesta rămâne cu rachetele pe care le-a primit mai devreme.

## Voci
- Owen Wilson ca Fulger McQueen
- Larry the Cable Guy ca Bucșă
- Michael Caine ca Finn Rachetă
- Emily Mortimer ca Holley Viteza
- Eddie Izzard ca Miles Axlerod
- John Turturro ca Francesco Bernoulli
- Jason Isaacs ca Siddeley și Leland Turbo
- Thomas Kretschmann ca Profesor Zündapp
- Joe Mantegnaca Grem
- Peter Jacobson ca Acer
- Tony Shalhoub ca Luigi
- Guido Quaroni ca Guido
- Paul Dooley ca Sergent
- John Ratzenberger ca Mack
- Jeff Gordon ca Jeff Gorvette
- Lewis Hamilton ca Lewis Hamilton
- Darrell Waltrip ca Darrell Cartrip
- Brent Musburger ca Brent Mustangburger
- David Hobbs ca David Hobbscap
- Bruce Campbell ca Rod "Torque" Redline
- John Lasseter ca John Lassetire
- Franco Nero ca Unchiul Topolino
- Stanley Townsend ca Vladimir Trunkov
- Velibor Topic ca Alexander Hugo
- John Mainier ca J. Curby Gremlin
- Brad Lewis ca Tubbs Pacer
- Vanessa Redgrave ca Mama Topolino și Regina.
- Michel Michelis ca Tomber
- Bonnie Hunt ca Sally Carrera
- Cheech Marin ca Ramone
- Jenifer Lewis ca Flo
- Michael Wallis ca Serif
- Lloyd Sherr ca Tony Trihull
- Sig Hansen ca Crabby
- Jeff Garlin ca Otis
- Katherine Helmond ca Lizzie
- Patrick Walker ca Mel Dorado
- Edie McClurg ca Minny
- Richard Kind ca Van
- Colleen O'Shaughnessey ca Voce Adițională
- Jess Harnell ca Voce Adițională

## Producție

### Evoluție
Mașini este cel de-al doilea Pixar film după Toy Story să aibă o continuare. John Lasseter, directorul filmului, a zis că a fost convins de o continuare a poveștii în timp ce călătorea în jurul lumii, promovând filmul. A zis :
| “ | Mă tot gândeam, 'Ce ar face Bucșă dacă ar fi in locul meu, călătorind prin lume?' Mi l-aș fi putut imagina cum conducea pe partea greșită a drumului Regatului Unit, mergând în cercuri mari în Paris, pe autostrada Germaniei, vorbind cu motocicliștii în Italia, încercând să înțeleagă semnele rutiere în Japonia. | ” |

Mașini 2 a fost inițial programat pentru vara lui 2012, însă Pixar l-au pus mai devreme cu un an.

### Casting
În noiembrie 2010, Owen Wilson, Larry the Cable Guy, Michael Caine, Emily Mortimer, Jason Isaacs, Joe Mantegna, Peter Jacobson, Bonnie Hunt, Tony Shalhoub, Cheech Marin, și Thomas Kretschmann au fost aleși ca voci pentru film. Până în mai 2011, Disney a mai spus și alți actori ce au dat voce unor personaje: Jenifer Lewis, Katherine Helmond, Michael Wallis, Darrell Waltrip, Franco Nero, Vanessa Redgrave, Bruce Campbell, Sig Hansen, Michel Michelis, Jeff Gordon, Lewis Hamilton, Brent Musburger, David Hobbs, John Turturro, și Eddie Izzard.
Mult din castingul din Mașini a rămas intact pentru continuare, însă trei actori ce dădeau voce unor personaje au murit. George Carlin (ce i-a dat vocea lui Filmore) a murit pe 22 iunie 2008. În Mașini 2, Lloyd Sherr i-a dat voce lui Filmore. Paul Newman, ce-i dădea voce lui Doc Hudson, a murit în septembrie 2008 de cancer. Joe Ranft, vocea lui Red , a murit pe 16 august 2005.